# دهستان فردو
دهستان فردو یکی از دهستان‌های بخش فردو شهرستان کهک در استان قم ایران است.

## جمعیت
جمعیت دهستان فردو براساس سرشماری عمومی نفوس و مسکن در سال ۱۳۹۵ برابر با ۲،۱۹۰ نفر بوده‌است.